# Nordenskiöldfjorden
Nordenskiöldfjorden är en 20 kilometer lång fjord i Peary Land öster om Nares land på Grönlands norra kust.
Nordenskiöldfjorden ansågs länge utgöra norra mynningen av den så kallade Pearykanalen, som Ludvig Mylius-Erichsen kunde visa inte existerade.